# 濕手巾 (足球術語)
濕手巾是一個香港的足球術語，指一球員單人盤球企圖扭過對方多名球員，但結果又多失敗。意謂作無謂或過多的盤球動作，有貶意。香港著名足球評述員「阿叔」林尚義 經常以此名詞貶抑球員「獨食」。